# Haplopteris zosterifolia
Haplopteris zosterifolia är en kantbräkenväxtart som först beskrevs av Carl Ludwig Willdenow och som fick sitt nu gällande namn av Edmund H. Crane.
Haplopteris zosterifolia ingår i släktet Haplopteris och familjen Pteridaceae. Inga underarter finns listade i Catalogue of Life.